# Risoluzione 478 del Consiglio di sicurezza delle Nazioni Unite
La risoluzione 478 del Consiglio di sicurezza delle Nazioni Unite, adottata il 20 agosto 1980, è l'ultima delle sette risoluzioni del Consiglio di sicurezza delle Nazioni Unite che condannano l'annessione di Gerusalemme Est da parte di Israele. La risoluzione 478 ha rilevato il mancato rispetto da parte di Israele della risoluzione 476 del Consiglio di sicurezza delle Nazioni Unite e, in quanto violazione del diritto internazionale, ha condannato la legge israeliana su Gerusalemme del 1980 che ha dichiarato Gerusalemme la capitale "completa e unita". La risoluzione ha affermato che il Consiglio non avrebbe riconosciuto questa legge e ha invitato gli Stati membri ad accettare la decisione del Consiglio. Questa risoluzione ha invitato inoltre gli Stati membri a ritirare le loro missioni diplomatiche dalla città. Le risoluzioni del Consiglio di sicurezza delle Nazioni Unite hanno fatto seguito a due risoluzioni dell'Assemblea generale riguardanti le azioni di Israele a Gerusalemme Est.
La risoluzione è stata approvata con 14 voti favorevoli, nessun contrario e l'astensione degli Stati Uniti.

## Accoglienza e critica
Israele ha respinto categoricamente la risoluzione e il suo ministero degli Esteri ha annunciato che non avrebbe minato lo status di Gerusalemme come capitale di un Israele sovrano e come città unita che non sarebbe stata "mai più divisa".
Nelle osservazioni rivolte al Consiglio, inoltre il Segretario di Stato degli Stati Uniti Edmund Muskie ha affermato: "La questione di Gerusalemme deve essere affrontata nel contesto dei negoziati per una pace globale, giusta e duratura in Medio Oriente".
Per quanto riguarda la sezione del progetto di risoluzione relativa al trasferimento delle ambasciate da Gerusalemme, il Segretario di Stato ha affermato che la risoluzione è "fondamentalmente viziata" e che "lo respingiamo come un tentativo distruttivo di dettare legge ad altre nazioni". Ha anche affermato che gli Stati Uniti resisteranno con forza a qualsiasi tentativo di imporre sanzioni a Israele ai sensi del Capitolo VII della Carta.
Lo studioso Shlomo Slonim ha affermato che, nonostante il suo tono energico, la dichiarazione di Muskie non ha chiarito realmente la posizione americana su Gerusalemme. Non ha fatto alcun riferimento a Gerusalemme come territorio occupato, ma non ha nemmeno negato tale status. Egli ha osservato che la politica americana nei confronti di Gerusalemme alla fine del 1980 continuava ad essere caratterizzata da un notevole grado di ambiguità e confusione.

## Decisioni riguardanti situazioni illegali
Due delle decisioni contenute nella risoluzione riguardavano l'illegittimità della Legge fondamentale su Gerusalemme e le violazioni della Convenzione di Ginevra, considerate gravi violazioni del diritto internazionale consuetudinario. Il Repertory of Practice of United Nations Organs è una pubblicazione giuridica che analizza e registra le decisioni degli organi delle Nazioni Unite. In esso si afferma che le decisioni sono state adottate dal Consiglio di Sicurezza che agisce per conto dei membri ai sensi dell'articolo 24. Sebbene non siano state adottate ai sensi del Capitolo VII della Carta, l'organizzazione ritiene che le decisioni relative a situazioni illegali siano vincolanti per tutti i suoi membri. Il Repertory afferma: "La questione se l'articolo 24 conferisca poteri generali al Consiglio di Sicurezza ha cessato di essere oggetto di discussione in seguito al parere consultivo della Corte internazionale di giustizia reso il 21 giugno 1971 in relazione alla questione della Namibia (Rapporto della CIG, 1971, pagina 16)."
Il successivo parere consultivo della Corte internazionale di giustizia ha espresso il parere che tutti gli Stati hanno l'obbligo di non riconoscere la situazione illegale dentro e intorno a Gerusalemme Est.
La maggior parte delle nazioni con proprie ambasciate a Gerusalemme hanno trasferito le proprie ambasciate a Tel Aviv, Ramat Gan o Herzliya in seguito all'adozione della risoluzione 478. Dopo il ritiro di Costa Rica ed El Salvador nell’agosto 2006, nessun paese ha mantenuto la propria ambasciata a Gerusalemme fino a maggio 2018. In seguito all'annuncio del presidente Trump nel dicembre 2017, il 14 maggio 2018 gli Stati Uniti hanno trasferito la loro ambasciata da Tel Aviv a Gerusalemme.

## Testo completo della risoluzione 478
Recalling its resolution 476 (1980),
Reaffirming again that the acquisition of territory by force is inadmissible,
Deeply concerned over the enactment of a "basic law" in the Israeli Knesset proclaiming a change in the character and status of the Holy City of Jerusalem, with its implications for peace and security,
Noting that Israel has not complied with resolution 476 (1980),
Reaffirming its determination to examine practical ways and means, in accordance with the relevant provisions of the Charter of the United Nations, to secure the full implementation of its resolution 476 (1980), in the event of non-compliance by Israel,
1. Censures in the strongest terms the enactment by Israel of the "basic law" on Jerusalem and the refusal to comply with relevant Security Council resolutions;
2. Affirms that the enactment of the "basic law" by Israel constitutes a violation of international law and does not affect the continued application of the Geneva Convention relative to the Protection of Civilian Persons in Time of War, of 12 August 1949, in the Palestinian and other Arab territories occupied since June 1967, including Jerusalem;
3. Determines that all legislative and administrative measures and actions taken by Israel, the occupying Power, which have altered or purport to alter the character and status of the Holy City of Jerusalem, and in particular the recent "basic law" on Jerusalem, are null and void and must be rescinded forthwith;
4. Affirms also that this action constitutes a serious obstruction to achieving a comprehensive, just and lasting peace in the Middle East;
5. Decides not to recognize the "basic law" and such other actions by Israel that, as a result of this law, seek to alter the character and status of Jerusalem and calls upon:
(a) All Member States to accept this decision;
(b) Those States that have established diplomatic missions at Jerusalem to withdraw such missions from the Holy City;
6. Requests the Secretary-General to report to the Security Council on the implementation of the present resolution before 15 November 1980;
7. Decides to remain seized of this serious situation.
Adopted at the 2245th meeting by 14 votes to none, with 1 abstention (United States of America).»
Ricordando la sua risoluzione 476 (1980),
Ribadendo ancora una volta che l'acquisizione di territorio con la forza è inammissibile,
Profondamente preoccupato per la promulgazione di una "legge fondamentale" nella Knesset israeliana che proclama un cambiamento nel carattere e nello status della Città Santa di Gerusalemme, con le sue implicazioni per la pace e la sicurezza,
Considerando che Israele non ha rispettato la risoluzione 476 (1980),
Riaffermando la propria determinazione ad esaminare modalità e mezzi pratici, in conformità con le pertinenti disposizioni della Carta delle Nazioni Unite, per garantire la piena attuazione della sua risoluzione 476 (1980), in caso di mancato rispetto da parte di Israele,
1. Censura con la massima fermezza l'attuazione da parte di Israele della "legge fondamentale" su Gerusalemme e il rifiuto di conformarsi alle pertinenti risoluzioni del Consiglio di Sicurezza;
2. Afferma che l'adozione della "legge fondamentale" da parte di Israele costituisce una violazione del diritto internazionale e non pregiudica il mantenimento dell'applicazione della Convenzione di Ginevra relativa alla protezione delle persone civili in tempo di guerra, del 12 agosto 1949, nei territori palestinesi e in altri territori arabi occupati dal giugno 1967, inclusa Gerusalemme;
3. Determina che tutte le misure legislative e amministrative e le azioni intraprese da Israele, la potenza occupante, che hanno alterato o intendono alterare il carattere e lo status della Città Santa di Gerusalemme, e in particolare la recente "legge fondamentale" su Gerusalemme, sono nulle e devono essere immediatamente annullate;
4. Afferma inoltre che tale azione costituisce un grave ostacolo al raggiungimento di una pace globale, giusta e duratura in Medio Oriente;
5. Decide di non riconoscere la "legge fondamentale" e altre azioni di Israele che, come risultato di questa legge, cercano di alterare il carattere e lo status di Gerusalemme e invita:
(a) Tutti gli Stati membri di accettare questa decisione;
(b) Quegli Stati che hanno istituito missioni diplomatiche a Gerusalemme di ritirare tali missioni dalla Città Santa;
6. Richiede al Segretario Generale di riferire al Consiglio di Sicurezza sull'attuazione della presente risoluzione prima del 15 novembre 1980;
7. Decide di continuare a seguire questa grave situazione.
Adottato nella 2245a riunione con 14 voti favorevoli e 1 astensione (Stati Uniti d'America).»
(Adottato nella 2245a riunione con 14 voti contrari e 1 astensione degli Stati Uniti d'America)